# Chotíkov
Chotíkov (en allemand : Kottiken) est une commune du district de Plzeň-Nord, dans la région de Plzeň, en République tchèque. Sa population s'élevait à 1 256 habitants en 2022.

## Géographie
Chotíkov se trouve à 8 km au nord-ouest du centre de Plzeň et à 87 km à l'ouest-sud-ouest de Prague.
La commune est limitée par Příšov, Ledce et Třemošná au nord, par Plzeň à l'est, au sud et au sud-ouest, et par Město Touškov à l'ouest.

## Histoire
La première mention écrite de la localité date de 1344.

## Galerie

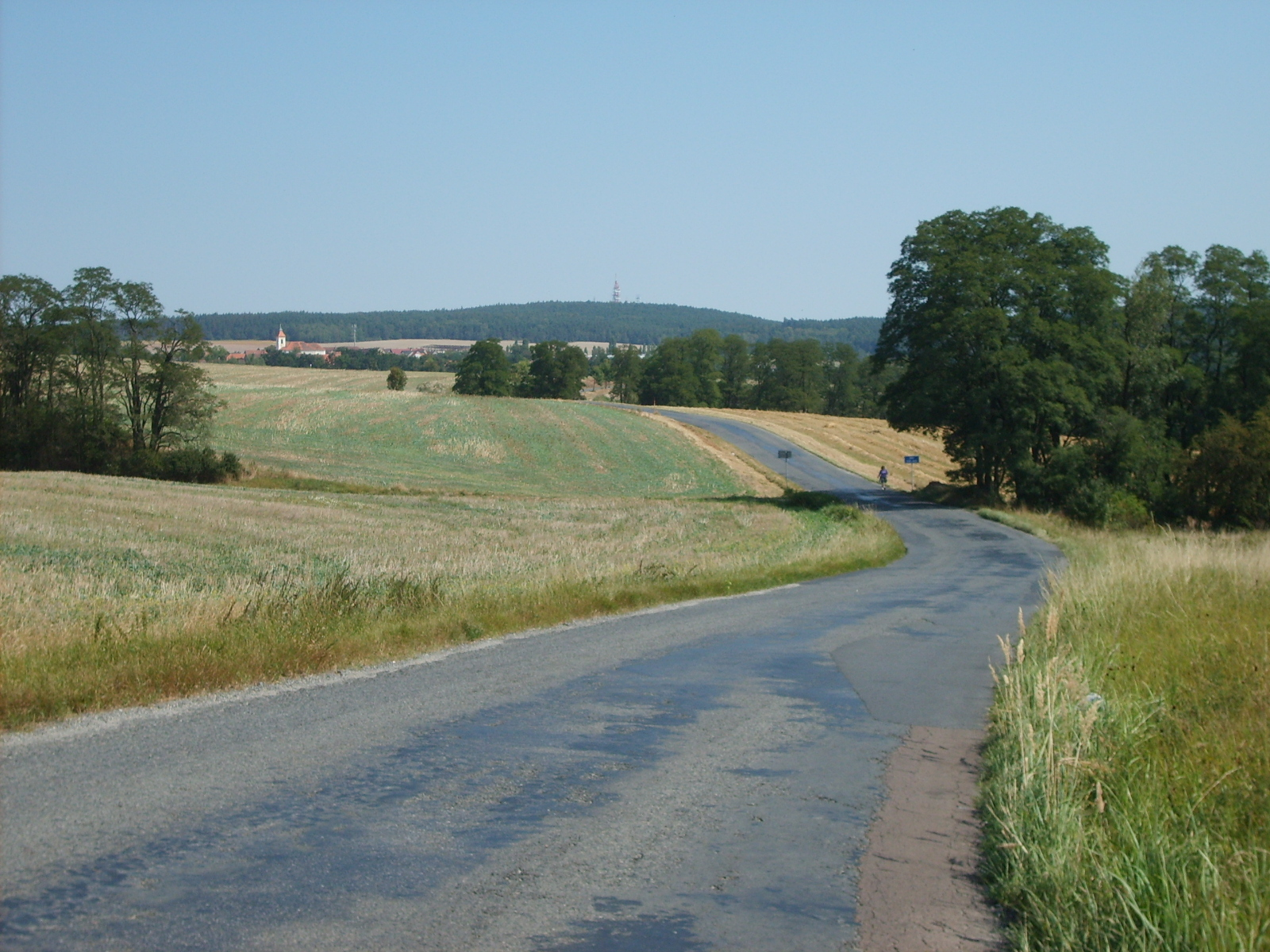
Route de Malesice à Chotíkov.
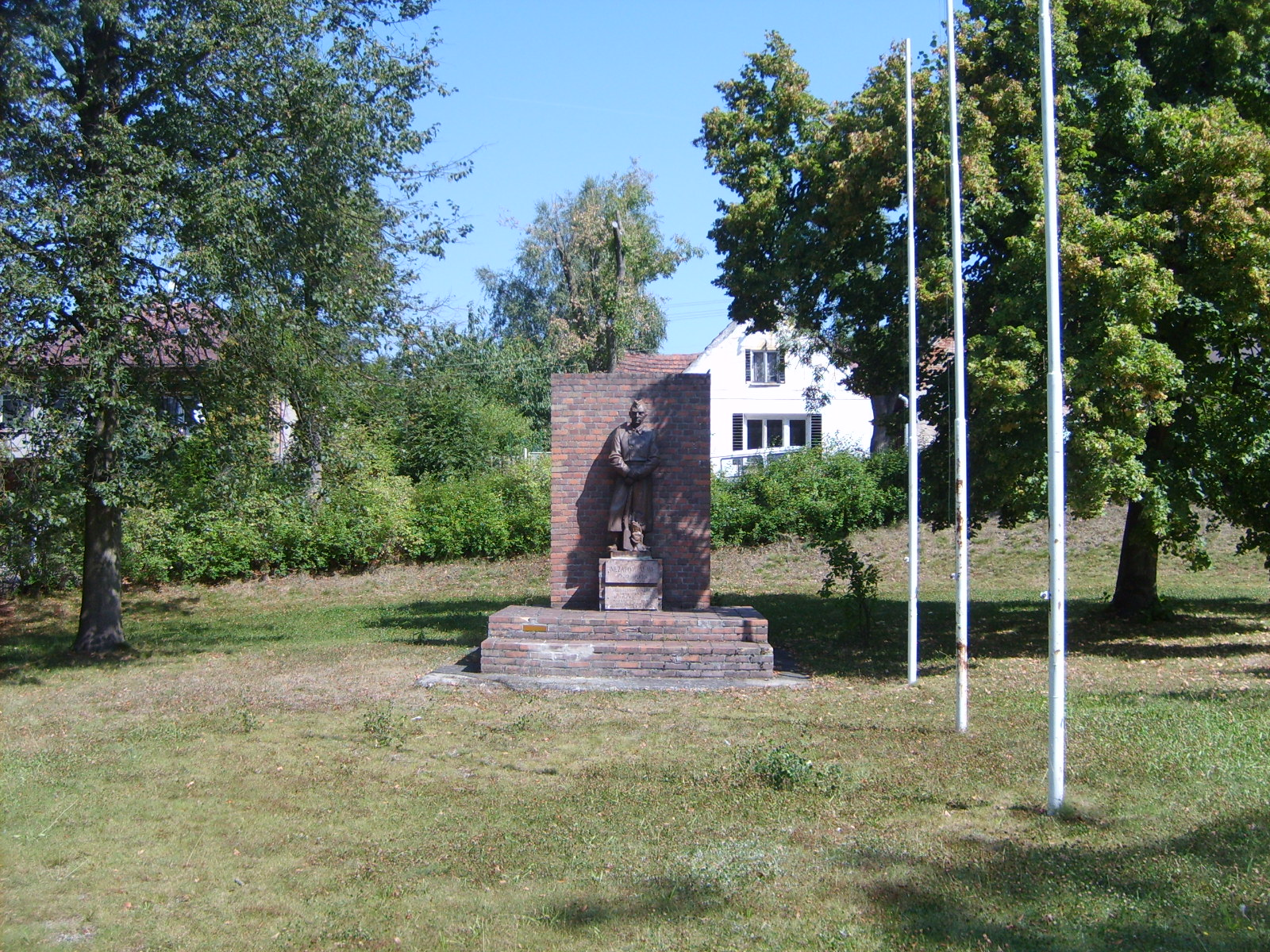
Chotíkov : monument aux morts.

## Transports
Par la route, Chotíkov se trouve à 8 km de Plzeň et à 101 km de Prague. 